# 無光蟾魚屬
無光蟾魚屬（学名：Aphos），為輻鰭魚綱蟾魚目蟾魚科的其中一属。

## 下属物种
- 頭孔無光蟾魚 Aphos porosus